# Quartetto per archi n. 13 (Beethoven)
Il Quartetto per archi n. 13 in Si bemolle maggiore, op. 130 di Ludwig van Beethoven è stato completato nel novembre del 1825. Il numero d'opera fu assegnato in base all'ordine di pubblicazione anche se in realtà risulta essere il quattordicesimo quartetto a essere stato composto da Beethoven. La prima esecuzione fu realizzata dallo Schuppanzigh Quartet nel marzo 1826. Il quartetto fu dedicato da Beethoven al nobile russo, amante della musica e mecenate Nikolai Galitzin.

## Movimenti
La struttura originale del quartetto consisteva in sei movimenti per una durata totale di circa 50 minuti, come segue:
1. Adagio, ma non troppo — Allegro
2. Presto
3. Andante con moto, ma non troppo. Poco scherzoso
4. Alla danza tedesca. Allegro assai
5. Cavatina. Adagio molto espressivo
6. Große Fuge (Grande Fuga Op.133): Ouverture. Allegro — Meno mosso e moderato — Allegretto — Fuga. [Allegro] — Meno mosso e moderato — Allegro molto e con brio — Allegro

Dopo la prima esecuzione del quartetto, le reazioni contrastanti e alcune pressioni dell'editore, convinsero Beethoven a sostituire il finale con un movimento diverso, molto più corto e leggero rispetto alla poderosa Grande Fuga. Il nuovo finale, scritto tra settembre e novembre del 1826, è il seguente:
6. Finale: Allegro
Il finale originale è stato poi pubblicato separatamente come un'opera a sé stante con il titolo di Grande Fuga op. 133. 
Beethoven inserì spesso delle fughe nelle sue ultime composizioni; alcuni esempi sono i movimenti finali della sonata per pianoforte Hammerklavier  Op.106 e della sonata per pianoforte op. 110.

## Curiosità
Il quinto movimento del quartetto, la Cavatina (nell'esecuzione registrata dal Quartetto di Budapest), è stato scelto per essere inserito sul Voyager Golden Record, il disco d'oro che contiene vari campioni di suoni comuni della Terra, di lingue, immagini e di musica inviata nello spazio con le due sonde Voyager.